# Bill Evans Piano Academy
Pour les articles homonymes, voir BEPA.
La Bill Evans Piano Academy, ou BEPA, est une école de musique parisienne spécialisée dans l'enseignement des musiques improvisées, notamment le jazz et les musiques latines.

## Présentation
Créée en juillet 1996 par Bernard Maury et Samy Abenaïm, cette école dispense des cours théoriques et pratiques aux musiciens de jazz. Malgré son nom, elle ne s'adresse pas qu'aux seuls pianistes. En plus de l'instrument (improvisation), on y apprend le jeu en groupe (trio, orchestres latins) et la théorie (histoire du jazz, solfège, harmonie, composition, orchestration, écoute).

## Personnalités liées à la Bill Evans Piano Academy
- Bill Evans
- Bernard Maury
- Samy Abenaïm
- Alice Taglioni
- Bruno Angelini
- Christophe Dal Sasso
- Jacques Vidal
- Tony Tixier
- Frédéric Renaudin
- Étienne Guéreau
- David Serero
- Denis Uhalde
- Sara Lazarus
- Philippe Baden Powell